# Liste der Baudenkmale in Lewitzrand
In der Liste der Baudenkmale in Lewitzrand sind alle Baudenkmale der Gemeinde Lewitzrand (Landkreis Ludwigslust-Parchim) und ihrer Ortsteile aufgelistet (Stand: Januar 2021).

## Garwitz
| ID | Lage                    | Bezeichnung                      | Beschreibung | Bild                             |
| -- | ----------------------- | -------------------------------- | --- | -------------------------------- |
|    | (Karte)                 | Kirche mit Glockenstuhl          | Gotische, einschiffige, zweijochige Backsteinkirche mit Feldsteinblöcken vom 15. Jahrhundert mit Strebepfeiler aber flacher Decke; Schnitzaltar vom 15. Jahrhundert mit Schrein mit fünf Maßwerk-Baldachinen, Orgel und Orgelempore. | Kirche mit Glockenstuhl          |
|    | Lindenstraße 17 (Karte) | Bauernhaus                       | | Bauernhaus                       |
|    | Lindenstraße 23 (Karte) | Büdnerei                         | | Büdnerei                         |
|    | Lindenstraße 37 (Karte) | Pfarrhaus, Scheune, Stall, Mauer | | Pfarrhaus, Scheune, Stall, Mauer |
|    | Lindenstraße 40 (Karte) | Scheune                          | | Scheune                          |
|    | Lindenstraße            | Kriegerdenkmal 1914/18           | | Kriegerdenkmal 1914/18           |
|    | Lindenstraße            | Kriegervereins-Denkmal           | | Kriegervereins-Denkmal           |
|    | (Karte)                 | Schleuse                         | |                                  |

## Klinken
| ID | Lage                   | Bezeichnung            | Beschreibung | Bild                   |
| -- | ---------------------- | ---------------------- | ------------ | ---------------------- |
|    | Hauptstraße 16 (Karte) | Schule                 |              |                        |
|    | Hauptstraße 17 (Karte) | Pfarrhaus              |              |                        |
|    | Hauptstraße            | Kriegerdenkmal 1914/18 |              | Kriegerdenkmal 1914/18 |
|    | (Karte)                | Kirche                 |              | Kirche                 |

## Matzlow
| ID | Lage                       | Bezeichnung            | Beschreibung | Bild                   |
| -- | -------------------------- | ---------------------- | ------------ | ---------------------- |
|    | (Karte)                    | Kirche                 |              | Kirche                 |
|    |                            | Kriegerdenkmal 1914/18 |              | Kriegerdenkmal 1914/18 |
|    | Parchimer Straße 9 (Karte) | ehemalige Schule       |              |                        |

## Raduhn
| ID | Lage                     | Bezeichnung                         | Beschreibung | Bild                   |
| -- | ------------------------ | ----------------------------------- | ------------ | ---------------------- |
|    | Hauptstraße              | Leichenwagenhalle                   |              |                        |
|    | Hauptstraße              | Friedhofskapelle                    |              |                        |
|    | Rotdornstraße 18 (Karte) | Speicher                            |              | Speicher               |
|    | (Karte)                  | Kirche, Allee, Mauer                |              | Kirche, Allee, Mauer   |
|    | Dorfstraße               | Gedenkstein für die Kollektivierung |              |                        |
|    |                          | Kriegerdenkmal 1914/18              |              | Kriegerdenkmal 1914/18 |

## Rusch
| ID | Lage                   | Bezeichnung | Beschreibung | Bild |
| -- | ---------------------- | ----------- | ------------ | ---- |
|    | Lewitzstraße 4 (Karte) | Forsthaus   |              |      |